# 黄山站 (福州)
黄山站（福州話：/uoŋ˥˥ naŋ˥˥/）位于中华人民共和国福建省福州市仓山区城门镇福峡路与潘墩路、叶厦路交叉口南侧，是福州地铁1号线的地铁车站，车站于2016年5月18日启用。

## 站名来源
《榕城考古略》记载，该站站名中的“黄山”曾被称为“凤山”，是从高盖山延伸而来的小山，因形如展翅的凤凰而被称为“凤山”，又因乡人多黄姓而得别称“黄山”，一说原名“凰山”，后讹变为“黄山”。

## 车站结构
黄山站为地下二层车站：地下一层为站厅层；地下二层为站台层，岛式站台。
| 地面层   | 出入口                               |  | 出入口                 |
| 地下一层 | 站厅                                 |  | 票务服务、自动售票机   |
| 地下二层 | 1                                    |  | 1号线 往象峰（葫芦阵） |
| 地下二层 | 岛式站台，列车运行方向左侧的车门打开 |  |                        |
| 地下二层 | 2                                    |  | 1号线 往三江口（排下） |

### 出入口与周边
黄山站目前开放3个出入口，无障碍电梯位于A出入口。
| 黄山站出入口信息            | 黄山站出入口信息 | 黄山站出入口信息         | 黄山站出入口信息         |
| --------------------------- | ---------------- | ------------------------ | ------------------------ |
|                             |                  |                          |                          |
| 编号                        | 设施             | 位置                     | 接驳交通                 |
| 出口 · A                    |                  | 潘墩路南侧、福峡路东侧   | 潘墩福峡路口(华夏汽车城) |
| 出口 · B                    |                  | 叶厦路南侧、福峡路西侧   | 黄山                     |
| 出口 · C                    |                  | 黄山村道北侧、福峡路东侧 | 黄山                     |
| 注： 设有电梯 \| 设有卫生间 |                  |                          |                          |

## 历史
- 2011年10月30日，黄山站实施一期工程围挡施工。[5]
- 2011年11月4日，黄山站开始主体施工。[6]
- 2014年10月18日，黄山站实施二期工程围挡施工。[3]
- 2016年5月18日，黄山站启用。[1]